# فاندرلان دا سيلفا بولزاني
فاندرلان دا سيلفا بولزاني (من مواليد 19 نوفمبر 1949) كيميائية برازيلية في جامعة ولاية ساو باولو. شغلت سابقًا منصب رئيس الجمعية الكيميائية البرازيلية وحصلت على جائزة الجمعية الكيميائية الأمريكية لعام 2011 - جائزة الاتحاد الدولي للنساء المتميزات في الكيمياء البحتة والتطبيقية في علوم الكيمياء والهندسة الكيميائية.

## البحث والوظيفة
تم تعيين بولزاني في هيئة التدريس في جامعة ولاية ساو باولو. في عام 1998 أسست مركز المقايسات الحيوية للمنتجات الطبيعية والتخليق الحيوي وعلم وظائف الأعضاء البيئي. نوبي هو مختبر أخضر لا يستخدم المنتجات المكلورة أو المذيبات السامة. تتناول أبحاثها علم النبات على وجه الخصوص عزل ودراسة المستقلبات الثانوية والببتيدات في النباتات. درست التخليق الحيوي لأشباه قلوانيات البيبيريدين. ودرست التنوع البيولوجي في البرازيل، ودعت إلى تقنيات جديدة وسياسة علمية لدعم الحفاظ على الغابات المطيرة البرازيلية. وقد درست منذ ذلك الحين الكيمياء النباتية والفطريات الداخلية.